# Arthur Adams (zoolog)
Arthur Adams, född 1820 i Gosport, England, död 1878, var en engelsk kirurg och naturforskare.

## Biografi
Arthur Adams var assisterande kirurg ombord på HMS Samarang under resan till Eastern Archipelago 1843–1846, han gav ut the Zoology of the voyage of H.M.S. Samarang 1850 tillsammans med Adam White, som bidrog med beskrivningarna av kräftdjur.
1857 var Adams kirurg ombord på HMS Actaeon under andra opiumkriget, han var med under stormningen av Guangzhou och tilldelades Second China War Medal. Han avslutade sin karriär till sjöss ombord på HMS Royal Adelaide 1870.
Adams var en framstående malakolog som beskrev hundratals nya arter som tidigare varit oillustrerade och otillräckligt diagnostiserade. Tidvis arbetade han tillsammans med sin bror Henry Adams och de gav 1858 ut The genera of recent mollusca: arranged according to their organization. Arthur Adams skrev också Travels of a naturalist in Japan and Manchuria 1870 och en artikel om spindlar han sett under sina resor.